# Der kleine dicke Ritter
Der kleine dicke Ritter (engl. The Thwarting of Baron Bolligrew, wörtlich: „Die Vereitelung des Baron Bolligrew“) ist ein Kinderbuch des britischen Hörspiel- und Drehbuchautors Robert Bolt aus dem Jahr 1963.

## Entstehung
Das Hörspiel The Thwarting of Baron Bolligrew wurde 1964 zur Weihnachtszeit in der BBC gesendet. Bereits 1963 erschien die von Carl Mandelartz verfasste und von Marianne de Barde übersetzte Nacherzählung zum Hörspiel als Buch in Deutschland beim Hoch-Verlag, Düsseldorf. Das Buch wurde auch vom Thienemann-Verlag, München und vom Verlag der Süddeutschen Zeitung in Stuttgart nachgedruckt.

## Handlung
Ein Herzog entsendet den kleinen, dicken Ritter Sir Oblong-Fitz-Oblong auf die Insel Bolligru, um den dort ungerecht herrschenden gleichnamigen Baron in die Schranken zu weisen. Mit der Unterstützung der Dorfbewohner und der Tiere schafft es Ritter Oblong sechsmal, sich gegen den Baron durchzusetzen und den gefährlichen schwarzen Drachen zu bändigen.
Die Handlung im Detail:
1. Kapitel
Die Geschichte beginnt vor sehr langer Zeit, als es noch böse, Feuer speiende Drachen gab im Ostwesten. Hier lebt ein Herzog mit seinen Rittern in einem großen Schloss. Sie waren hierher gekommen, um den Junker zu verjagen und die Drachen zu töten, die die Bauern terrorisierten. Nur Sir Oblong-Fitz-Oblong, ein nicht mehr ganz junger, kleiner und dicker Ritter bringt die Drachen ins Schloss, da er es nicht über sich bringt, sie zu erlegen. Als es Zeit ist, weiter zu ziehen, hat der Hofstaat nicht die geringste Lust dazu. Nur Oblong-Fitz-Oblong drängt zum Aufbruch, weswegen der Oberhofmarschall Sir Juniper zu einer List greift. Er erzählt dem Herzog, dass er seine Lieblingsspeise, gefüllte Dohlen, nicht auftischen kann, solange der Tierfreund Oblong im Schloss sei. Der Herzog entsendet den kleinen, dicken Ritter daher auf die Bolligru-Insel, um die Kirche wieder aufzubauen, die der böse Baron, der alle Tiere jagt, dort in Brand steckte, und um den mit dem Baron verbündeten, gefährlichen, zweischwänzigen, schwarzen Drachen zu erlegen.
2. Kapitel
Oblong bringt es nicht übers Herz, seinen Freund Dolfus, eine Dohle, zurückzulassen, daher nimmt er ihn und die anderen Dohlen mit auf die Schiffsreise nach Bolligru. Die Lande sind furchtbar verwüstet und Baron Bolligru begrüßt Oblong mit Häme über seine verbeulte Rüstung und das fehlende Pferd, das der kleine dicke Ritter wegen dessen Alter lieber zurückließ. Gegen den Willen des Barons zieht Oblong-Fitz-Oblong in die Kirchenruine ein und versteckt den Dachs, den der Baron jagen wollte. Die Dörfler jubeln dem fahrenden Ritter zu, da Bolligru Zäune niederreißt und Fenster zerschlägt, um sich zu nehmen, was ihm gefällt. Als Oblong auch einen Fuchs vor Bolligrus Jagdgesellschaft rettet, indem er ihn in den Dachsbau unter der Kirche schickt, lässt Baron Bolligru die ersten wieder aufgebauten Mauern der Kirche wieder einreißen und jagt vor Wut tobend den Ritter einen Baum hinauf. Freies Geleit erkauft sich Oblong-Fitz-Oblong durch die Rückgabe des Goldschatzes seiner diebischen Dohlen.
3. Kapitel
Bolligru schickt einen Boten zum Drachen mit der Bitte, Ritter Oblong zu beseitigen. Edelmann Schwarzherz, der im Dienste des Barons steht, soll Oblong-Fitz-Oblong zum Turnier herausfordern, ihn besiegen und fesseln. Dann soll der Drache auftauchen und den Ritter fressen. Schwarzherz wirft dem Ritter den Fehdehandschuh zu. Dieser besteht auf einen sofortigen Kampf, da er an der Kirche weiterbauen müsse. Da der Kampf auf einer durchweichten Wiese stattfindet, übersteht der Ritter den Sturz vom geliehenen Ackergaul unbeschadet und die Streitaxt des Edelmanns versinkt beim anschließenden Nahkampf tief im modrigen Boden. Trotzdem zwingen Bolligru und Schwarzherz Oblong zur Turnierteilnahme, indem sie ihn mit einer Fallgrube fangen. Am Turniertag taucht tatsächlich der Drache auf, dem der Ritter allerdings die Schwanzspitzen abhauen kann, woraufhin der Drache flieht.
4. Kapitel
Um gegen gemeine Junker vorzugehen, muss zuerst die Kirche, dann das Gericht wieder aufgebaut werden, so Sir Oblong-Fitz-Oblong. Der Bürgermeister schlägt den Ritter bei einer Ratsherrenversammlung als neuen Friedensrichter vor. Bolligru ruft deswegen Dr. Dalmatius, Professor für Niedertracht und Heimtücke, und seinen Assistenten, Dohle Rapotkin, ins Schloss, um den Ritter so zu verzaubern, dass er für diesen Posten unmöglich wird. Der Professor versieht einen Apfel, den der Ritter zum Frühstück isst, mit einem Zauberpulver, welches ihn zwingt, alle Befehle Bolligrus auszuführen. Vor den Augen der Ratsherren schmeißt Oblong darauf einen Stein in das Schaufenster des Bürgermeisters und stiehlt eine Pralinenschachtel. Dolfus gibt sich als Rapotkin aus und klaut das Zauberpulver. Somit kann der Ritter Bolligru zum Geständnis bringen und Oblong wird Friedensrichter.
5. Kapitel
Neben Oblong sind Bolligru und Schwarzherz Richter. Bei Gerichtsverhandlungen wird Oblong zu Gunsten von ihnen und ihren Freunden immerzu überstimmt. So auch in einem Fall, in dem ein Eierverkäufer eine Strafe nicht zahlen kann, und diese jede Woche erhöht wird, da der Korporal der Stadtwache ungestraft die Eier zerschlägt, weil er es auf das Grundstück des Eierverkäufers abgesehen hat. Oblong ertappt den Korporal beim nächsten Mal aber auf frischer Tat. Bolligru versucht noch, dem Korporal Ratten zur Hilfe zu schicken, doch vergebens. Als der Ritter androht, die ganze Angelegenheit dem Obergericht des Herzogs vorzulegen, ist der Baron mit dem Bürgermeister als vierten Richter einverstanden.
6. Kapitel
Bolligru und Schwarzherz durchsuchen die Post der Inselbewohner nach Geheimnissen, Essbarem und Geld. Dabei finden sie die Ankündigung des Besuches des Herzogs an Ritter Oblong. Sie unterschlagen den Brief und schicken Oblong-Fitz-Oblong zum Zeitpunkt des Besuches in die Drachenhöhle und den Drachen zur gleichen Zeit zur Kirchenruine, wo ein vergifteter Hammel wartet, da der Drache Bolligru lästig geworden ist. Der Baron tischt dem Herzog, der einen der von Oblong gezähmten Drachen mitgebracht hat, eine Lügengeschichte nach der anderen über den kleinen dicken Ritter auf. Drachen haben sehr feine Nasen. Daher findet der gezähmte Drache bald Oblong und berichtet ihm alles und der schwarze Drache riecht das Rattengift im Hammel, weswegen dieser voller Wut in den Palast stürmt. Oblong rettet den Herzog in letzter Sekunde.
7. Kapitel
Der Herzog berichtet dem König von Bolligrus Untaten. Der bestimmt Oblong zum neuen Insel- und Schlossherren. Bolligru und Schwarzherz verbarrikadieren sich auf dem Schloss und rufen sogar den Drachen zur Unterstützung. Der hat allerdings den vergifteten Hammel nicht vergessen und will die beiden verspeisen. Sie können sich durch einen Sprung in den Burggraben retten. Die Dorfleute und Tiere helfen dem Baron den Drachen zu besiegen, nachdem dieser einen Vertrag über weitreichende Veränderungen auf der Insel unterzeichnet hat. Der Drache versinkt nach einer panischen Flucht im Meer.

## Verfilmung durch die Augsburger Puppenkiste
Die Geschichte vom kleinen dicken Ritter wurde 1963 in schwarz-weiß von der Augsburger Puppenkiste verfilmt. Es entstanden sechs halbstündige Episoden. Die Erstausstrahlung war am 3. November 1963 im Deutschen Fernsehen.

### Synchronisation
| Rolle                         | Stimme                  |
| ----------------------------- | ----------------------- |
| Erzähler                      | Manfred Jenning         |
| Sir Oblong Fitz-Oblong        | Walter Schellemann      |
| Herzog im Ost-Westen Englands | Walter Oehmichen        |
| Sir Juniper Berry             | Günter Knecht           |
| Bonzo                         | Manfred Jenning         |
| Baron Bolligru                | Sepp Strubel            |
| Kapitän Asquit                | Hanns-Joachim Marschall |
| zweischwänziger Drache        | Hubert Kronlachner      |
| Wachtposten                   | Herbert Meyer           |
| Bürger                        | Max Bößl                |